# Abschaltung (Reaktortechnik)
Einen Kernreaktor abzuschalten bedeutet, ihn in einen Betriebszustand zu überführen, in dem er um mindestens die Abschaltmarge unterkritisch ist, die hierfür in seiner technischen Spezifikation festgelegt ist. Es kann noch weitere Bedingungen geben, die erfüllt sein müssen, damit der Reaktor als abgeschaltet gilt, z. B. dass der Schlüssel der Reaktorsteuerung sicher verwahrt ist und keinerlei Brennstoffbewegungen oder Wartungsarbeiten an den Steuerungssystemen stattfinden.
Definiert wird die Abschaltmarge als eine Reaktivität, oft als Δk/k (wobei k den effektiven Multiplikationsfaktor bedeutet) oder manchmal auch in Dollars (der Reaktivitätsänderung, die vom kritischen zum prompt kritischen Zustand führt). Die Bezeichnung kann zweierlei bedeuten: Zum einen die Marge, um die der Reaktor unterkritisch ist, wenn alle Steuerstäbe eingefahren sind, und zum anderen die Marge, um die der Reaktor im Falle einer Reaktorschnellabschaltung heruntergefahren würde. Beim Erstellen der technischen Spezifikationen des Reaktors muss daher darauf geachtet werden, dass die Abschaltmarge auf die konservativste Weise definiert ist. Typische spezifizierte Werte für die Abschaltmarge liegen bei Δk/k im Bereich 0,3–0,5 %.
Bei einer Kaltabschaltung (engl. cold shutdown) ist zusätzlich das Kühlsystem des Reaktors auf Atmosphärendruck und die Temperatur liegt unter etwa 95 °C (200 °F laut Definition der amerikanischen NRC). Diese Temperatur ist so niedrig, dass das Kühlwasser in einem Leichtwasserreaktor selbst bei einem vollständigen Druckabfall im Kühlkreislauf nicht siedet bzw. verdampft.
Nach einer Kernschmelze ist keine Kaltabschaltung möglich, da die Struktur der Brennstäbe und des Kühlmittelkreislaufs zerstört ist und die Überreste unkontrolliert reagieren, auch wenn Druck und Temperatur zumindest zeitweise die Bedingungen der Kaltabschaltung erfüllen.